# Ad-Dajh
Al Daih (arab. الديه) − wieś na północy Bahrajnu, położona na zachód od stolicy.